# جواو فيرنانديز
جواو فيرنانديز (بالإنجليزية: João R. Fernandes)‏ هو مصور سينمائي أمريكي، ولد في 1940 في ريو دي جانيرو في البرازيل.

## وصلات خارجية
- جواو فيرنانديز على موقع IMDb (الإنجليزية)
- جواو فيرنانديز على موقع ألو سيني (الفرنسية)
- جواو فيرنانديز على موقع أول موفي (الإنجليزية)
- جواو فيرنانديز على موقع قاعدة بيانات الأفلام السويدية (السويدية)
- جواو فيرنانديز على موقع قاعدة بيانات الفيلم (الإنجليزية)
- جواو فيرنانديز على موقع كينوبويسك (الروسية)